# Ben Heijn
Bernardus Hendricus (Ben) Heijn (Den Haag, 10 januari 1917 - Amsterdam, 11 februari 1995)  was een Nederlandse atleet en voetballer.
Heijn bracht zijn jeugd voor een groot deel door in Amsterdam. Hij was actief bij atletiekvereniging AV '23, met enig succes op de sprint.
Als voetballer kwam hij via DWS terecht bij Ajax. In het seizoen 1940/1941 behoorde hij tot de selectie van Ajax. Hij debuteerde als invaller op 20 oktober 1940 in de uitwedstrijd tegen Xerxes.
Zijn tweede en tevens laatste wedstrijd speelde hij op 27 oktober 1940 thuis tegen VUC.
Heijn was een zeer snelle en specifieke buitenspeler, bij voorkeur op rechts. De Tweede Wereldoorlog was een spelbreker voor zijn sportieve carrière; hij werd tewerkgesteld in Duitsland.
Op 11 februari 1995 overleed Ben Heijn te Amsterdam tijdens een hartoperatie.